# Дубінін Іван Іванович
Дубінін Іван Іванович ( нар. 9 вересня 1952 року, с. Оріхове, Первомайський район, Луганська область) - поет, прозаїк, гуморист, пародист. Член Національної спілки письменників України.

## Життєпис
Іван Іванович Дубінін народився у с. Оріхове, Первомайського району, Луганської області. Здобувши середню освіту у рідному краї, для отримання  медичної освіти поступив у  Кадіївське  (нині Стаханівське ) медичне  училище. Вищу медичну освіту  отримав у  Луганському державному  медичному  університеті ( раніше Ворошиловградський медичний інститут, нині ДЗ «ЛДМУ» - релокований у м. Рівне). Працював в сільській амбулаторії та  на станції  «швидкої допомоги» лікарем, викладав у медичному училищі. Проживає  та працює в м. Черкаси з 1997  року. Був у тривалому професійному відрядженні у Лівії у 2000-х роках. 

## Творчість
Перша поетична публікація відбулася  у газеті  «Труд горняка» (м. Брянка Ворошиловградська область, від 12 червня 1971). Пише в основному  гумористичні  та пародійні твори. Є автором багатьох виданих збірок, а також має численні  публікації  у часописах, газетах, колективних збірках.  У більшості творів письменника є гумор та сміх. Це стосується як дитячих творів, так і творів для дорослих читачів. Іван Дубінін - витончений  і дотепний пародист.  У його  творчості  є прозові гуморески, дитячі вірші та оповідання, пародійні детективи; у багатьох творах  і сюжетах  відчувається лікарський фах Дубініна. Лауреат творчого конкурсу газети „Веселі вісті”- „Світ уцілів, бо сміявся”(2001),  лауреат найпрестижнішої в жанрі гумору й сатири літературної премії імені Остапа Вишні  (2018), переможець літературного конкурсу  творів для дітей «Лоскотон» (2020).  Член Національної спілки письменників  України з 2004 р.

### Публікації за роки літературної діяльності
- „Туди чи не туди?”  - літературні пародії  - 1999 рік;
- „Бюстгальтер на зарплату”  - книга гумору і сатири  - 2002 рік;
- „День народження зуба” -  двомовна збірка віршів для дітей  - 2008 рік;
- „Цезарь в тесте” – прозовий  роман-пародія – 2010 рік;
- „ Контрольний укол” -  іронічний  детектив – 2013 рік.
- «Зозулька» - збірка оповідань для дітей – 2014 рік;
- «Кукудя. або пригоди кукурудзяного хлопчика» - збірка оповідань для дітей – 2018 рік;
- «Теоп/поет» - збірка пародій – 2018 рік .

###### Збірки поезій
- «Пламя свечи” -  1995 рік;
- „Я колись народився дощем”  - 2007 рік;
- „ Небо в калюжі”  - поетична книга  – розмальовка для дітей  - 2012рік;
- «Осінній листоноша» - 2015 рік;
- «Трапунки» - 2017 рік.